# Hyperolius camerunensis
Hyperolius camerunensis é uma espécie de anfíbio anuro da família Hyperoliidae. Está presente nos Camarões. A UICN classificou-a como pouco preocupante.